# سانتی
سانتی یکی از پیشوندهای SI در دستگاه متریک است که برابر است با ‎ ۱۰-۲ که این عدد برابر یک صدم است و علامت اختصاری آن در سیستم متریک c می‌باشد.
زنبور عسل حدود ۱٫۳ سانتیمتر طول دارد.